# یواس‌اس کانوها (اس‌پی-۱۶۹)
یواس‌اس کانوها (اس‌پی-۱۶۹) (به انگلیسی: USS Kanawha (SP-169)) یک کشتی بود.